# 하프 돔

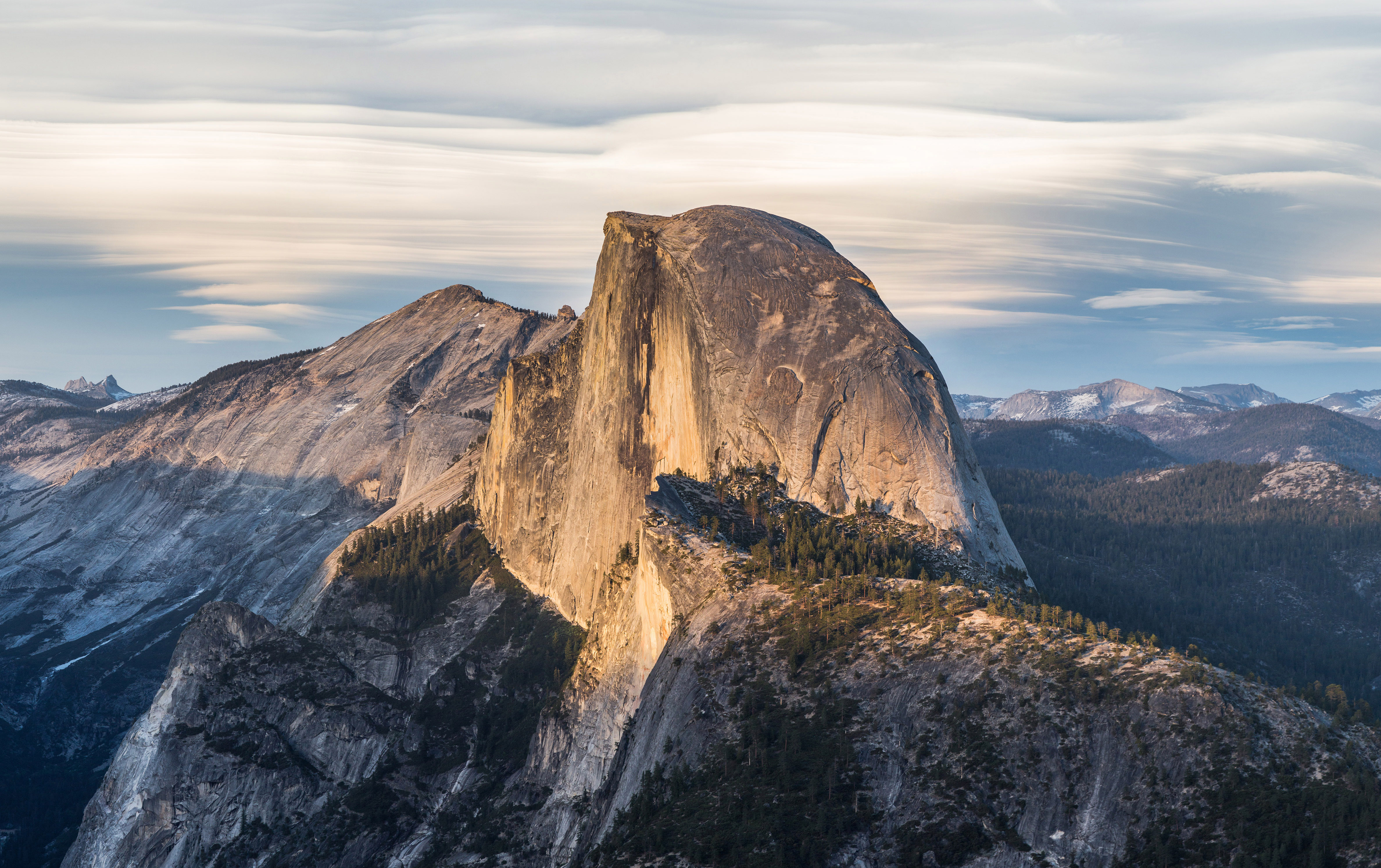
글래시어 포인트에서 바라본 하프 돔

하프 돔(Half Dome)은 미국 캘리포니아주 요세미티 국립공원에 있는 화강암 돔이며, 요세미티 밸리의 동쪽 끝에 위치한다. 이 계곡을 상징하는 경관의 하나이며, 하이킹이나 등산도 활발하다.
미국 아웃도어 브랜드중 하나인 The North Face는 브랜드 로고를 이것을 형상화하여 사용하고 있다. North Face는 바로 이 하프 돔의 북면을 의미한다.

## 같이 보기
- 엘카피탠
- 요세미티 국립공원